# Simon af Sicilien
Simon af Sicilien (født i Palermo 1093, død i Mileto, 28. september 1105), kendt som Simon de Hauteville på fransk og Simone D'Altavilla på italiensk, var ældste søn og efterfølger til grev Roger 1. af Sicilien og dennes hustru Adelaide af Vasto. 

## Regeringstid
Simon var kun otte år, da hans far døde, og i de fire år, hans regeringstid varede, var det hans mor, der fungerede som regent. 
Kronikøren Alessandro di Telese, der skrev om hans bror Roger, har følgende fortælling om de to brødre:
| Citat | Som så mange andre børn havde de en favoritleg, der gik ud på at spille om mønter, og de kom op at slås over den. Da de sloges - med hver deres gruppe af drenge bag sig - var Roger, den yngste, vinderen. Det førte til, at han drillede sin bror Simon og sagde: "Det ville være meget bedre, hvis det var mig der fik æren af at regere i triumf, når far er død, end at du gør det. Men så snart jeg får mulighed for det, skal jeg gøre dig til biskop, eller måske endda pave i Rom. Det er du meget bedre egnet til." | Citat |
|       | |       |

Da Simon døde i 1105, blev Roger faktisk greve, i de første år ligeledes med moderen som fungerende regent.

## Genealogi
```
 
ROGER 1.
 (c.1031 – 1101)
, greve af Sicilien (1062), o=o (1) 1061 Judith af Evreux (1050 – 1076)
     │                                               o=o (2) 1077 Eremberge af Mortain († 1087)
     │                                               o=o (3) 1087 Adelaide del Vasto (1074 – 1118)
     ├─1> Matilde af Hauteville (1062 – 1094) o=o Raimund 4. af Toulouse
     ├─1> Adelicia († 1096), o=o Henry, greve af Monte Sant'Angelo
     ├─1> Emma († 1120), o=o Rudolf Maccabeo, greve af Montescaglioso
     │ 
     ├─2> 
Mauger
, greve af Troina (c.1080 – c.1100)
     ├─2> Busilla (Felicia) (c.1080 – 1102), o=o Koloman, konge af Ungarn, 
     ├─2> Constance af Sicilien (c.1080 – 1138), o=o Konrad 2. af Italien 
     ├─2> Iolanda, o=o Robert af Bourgogne 
     ├─2> Judith, o=o Roberto 1. af Bassunvilla   
     │ 
     ├─3> 
SIMON af Sicilien (1093 – 1105)
, greve af Sicilien 1101
     ├─3> Matilde af Hauteville (c.1090 – 1119)   o=o (2)Rainulf 3. af Alife 
     └─3> 
ROGER 2.
 (1095 – 1154)
, greve (1105) derpå konge af Sicilien (1130)
          │           o=o (1) 1116 Elvira Alfonso af Castillien (1097 – 1135)
          │           o=o (2) 1149 Sibille af Borgogne (1126 – 1150)
          │           o=o (3) 1151 Beatrice af Rethel (c.1135 – 1185)
          │    
          ├─1> 
Roger 3. af Apulien (1118 – 1148)
, hertug af Apulien og Calabrien, (o=o) Bianca af Lecce
          │     └──> 
TANCRED (1138 – 1194)
, greve af Lecce, konge af Sicilien (1189 – 1194), o=o Sibylla af Acerra
          │          ├──> 
Roger 3. af Sicilien (1175 – 1193)
, medkonge af Sicilien 1193, o=o Irene Angelo 
          │          ├──> Costanza, o=o Pietro Ziani, doge af Venezia           
          │          ├──> Valdrada af Hauteville, o=o Jacopo Tiepolo, doge af Venezia
          │          ├──> Maria Albina af Lecce c.1175 – 1234), grevinde af Lecce, o=o 1200 Gauthier 3. af Brienne
          │          └──> 
WILLIAM 3. (1185 – 1198)
, konge af Sicilien (1194)
          │     
          ├─1> 
Tancred af Hauteville (c.1119 – 1138)
, fyrste af Bari
          ├─1> 
Alfonso af Hauteville (c.1120 – 1144)
, hertug af Napoli
          ├─1> 
VILHELM 1.
 
(den onde)
 (1121 – 1166)
, konge af Sicilien (1154 – 1166), o=o Margarita af Navarra
          │    ├──> 
Roger 4. af Apulien (1150 – 1161)
, hertug af Apulien      
          │    ├──> 
VILHELM 2.
 
den gode
 (1153 – 1189)
, konge af Sicilien (1166 – 1189), o=o 1177 Joan af England (1165-1199)
          │    ├──> 
Henri af Hauteville (1158 – 1172)
, fyrste af 
Capua

          │    └──> Matina, o=o Margarito af Brindisi
          │
          ├─1> Adelicia (c.1130 – ?), o=o Gozzolino af Loreto    
          ├-N> 
Simon af Taranto

          │     
          └─3> 
CONSTANCE 1.
 (1154 – 1198), o=o 
Henrik 6.
 (1165 – 1197) tysk-romersk kejser (1191 – 1197)
               └──> 
Frederik 2.
 (1194 – 1250), tysk-romersk kejser (1212 – 1250)
```